# Barbara Kudrycka
Barbara Kudrycka z domu Stelmaszyńska (ur. 22 stycznia 1956 w Kolnie) – polska prawniczka, nauczycielka akademicka i polityk, profesor nauk prawnych, posłanka do Parlamentu Europejskiego VI i VIII kadencji (2004–2007, 2014–2019), minister nauki i szkolnictwa wyższego (2007–2013), posłanka na Sejm VII kadencji (2011–2014).

## Życiorys

### Wykształcenie i działalność naukowa
Absolwentka III Liceum Ogólnokształcącego im. Krzysztofa Kamila Baczyńskiego w Białymstoku. Ukończyła następnie studia magisterskie z administracji (1978) i prawa (1996) na Wydziale Prawa i Administracji Uniwersytetu Warszawskiego. W 1985 na UW uzyskała stopień doktora nauk prawnych, a w 1995 na tej samej uczelni otrzymała stopień doktora habilitowanego z zakresu prawa administracyjnego i administracji publicznej na podstawie rozprawy pt. Dylematy urzędników administracji publicznej. Zagadnienia administracyjno-prawne. W 2003 uzyskała tytuł naukowy profesora nauk prawnych. Zawodowo związana z Uniwersytetem w Białymstoku, została profesorem tej uczelni. Od 2002 do 2005 kierowała Katedrą Prawa Administracyjnego, a od 2002 do 2006 także Zakładem Nauki Administracji Publicznej. W latach 1998–2007 zajmowała stanowisko rektora Wyższej Szkoły Administracji Publicznej im. Stanisława Staszica w Białymstoku. 1 września 2007 została prezydentem tej uczelni.
W pracy naukowej specjalizowała się w etyce służby publicznej, naukach administracyjnych i prawie administracyjnym. Autorka kilku książek i około 70 artykułów naukowych. Jest członkinią międzynarodowych i krajowych organizacji zajmujących się reformami administracji publicznej i przeciwdziałaniem korupcji. W latach 2001–2009 była członkinią Komisji Ekspertów ds. Administracji Publicznej ONZ (ECOSOC), w latach 2002–2009 prezesem Stowarzyszenia Instytucji i Uczelni Administracji Publicznej Europy Centralnej i Wschodniej (NISPACEE) oraz członkinią Ogólnopolskiego Stowarzyszenia Edukacji Administracji Publicznej (SEAP). Należy do Transparency International Polska i Amnesty International.

### Działalność polityczna
Od lutego 1978 do grudnia 1981 należała do PZPR. W 1980 zapisała się do NSZZ „Solidarność”. Od 2004 działa w Platformie Obywatelskiej.
Od 20 lipca 2004 do 15 listopada 2007 sprawowała mandat posła do Parlamentu Europejskiego, została wybrana z listy PO w okręgu obejmującym województwa podlaskie i warmińsko-mazurskie. W PE była członkinią m.in. Komisji Wolności Obywatelskich, Sprawiedliwości i Spraw Wewnętrznych oraz delegacji do spraw stosunków z Białorusią.
16 listopada 2007 została powołana na urząd ministra nauki i szkolnictwa wyższego w pierwszym rządzie Donalda Tuska. W latach 2007–2011 z jej inicjatywy przeprowadzono reformy systemowe szkolnictwa wyższego i nauki. W 2011 otrzymała nagrodę „PROstudencki autorytet w życiu publicznym” przyznawaną przez środowiska studenckie. Została nagrodzona przez białostocki „Kurier Poranny” Złotymi kluczami w kategorii „Człowiek roku 2011”.
W 2011 kandydowała w wyborach do Sejmu RP z pierwszego miejsca na liście komitetu wyborczego Platformy Obywatelskiej w okręgu wyborczym nr 24 w Białymstoku i uzyskała mandat poselski. Oddano na nią 41 047 głosów (9,57% głosów oddanych w okręgu). W drugim rządzie Donalda Tuska zachowała stanowisko ministra nauki i szkolnictwa wyższego. 27 listopada 2013 odwołana przez prezydenta Bronisława Komorowskiego z tego stanowiska.
W wyborach w 2014 po raz drugi uzyskała mandat deputowanej do Parlamentu Europejskiego. Objęła w nim funkcję wiceprzewodniczącej Komisji Wolności Obywatelskich, Sprawiedliwości i Spraw Wewnętrznych. W 2019 nie wystartowała w kolejnych wyborach europejskich.

## Wyniki w wyborach ogólnopolskich
| Wybory | Komitet wyborczy                   | Komitet wyborczy      | Organ                            | Okręg           | Wynik           |
| ------ | ---------------------------------- | --------------------- | -------------------------------- | --------------- | --------------- |
| 2004   |                                    | Platforma Obywatelska | Parlament Europejski VI kadencji | nr 3            | 50 129 (14,22%) |
| 2011   | Sejm VII kadencji                  | Platforma Obywatelska | nr 24                            | 41 047 (9,57%)  |                 |
| 2014   | Parlament Europejski VIII kadencji | Platforma Obywatelska | nr 3                             | 61 418 (15,55%) |                 |

## Życie prywatne
Córka Józefa i Luby. Zamężna z Leszkiem Kudryckim, ma dwie córki – Karolinę i Zuzannę.